# Passo Gumal
Il passo Gumal, o Gomal, è una via che percorre la vallata del fiume Gumal nell'estremità sud-occidentale della provincia del Khyber Pakhtunkhwa, in Pakistan. Questo passo, il più importante tra quelli situati tra il Khyber e il Bolān, collega Ghaznī nell'Afghanistan orientale a Tank e Dera Ismail Khan in Pakistan attraverso Domandi e Kot Murtaza. Il passo Gumal è per l'esattezza una gola lunga 6 km, ma con questo nome viene talvolta indicato l'intero corso del fiume Gumal. Il passo Gumal, il più antico sentiero presente nell'area, veniva attraversato in passato dai mercanti afghani nomadi chiamati powindah, il cui ingresso in Pakistan è attualmente limitato. Previo un trattato accordato con i wazīrī della tribù Maḥsūd, i britannici riuscirono ad aprire il passo nel 1889.